# Teretrius fabricii
Teretrius fabricii — вид жуков из семейства жуков-карапузиков.

## Внешний вид и строение
Тело длиной от 1,8 до 2,4 мм, смоляно-черное с зеленоватым блеском, с усиками и ногами цвета ржавчины. Голова с мелкой и густой пунктировкой и небольшой впадиной посередине. Переднеспинка квадратная по форме, снабжена боковой бороздкой, не очень густо усеяна продольными точками. Надкрылья длиннее своей ширины, за основанием со слабым поперечным вдавлением, без спинных бороздок; с полупрозрачными красноватыми боковыми и задними краями. Надкрылья реже пунктированы, чем переднеспинка, а их плечевые бугорки и шов гладкие. Пропигидий и пигидий густо пунктированы. Передняя голень с пятью, средняя голень с четырьмя или пятью и задняя голень с двумя зубцами.

## Биология и экология
Обитает в ивах, в галереях жука Ptilinus fuscus, а также на дубах, буках и березах совместно с жуком Lyctus linearis. Реже встречаются на хвойных. Его биология изучена слабо.

## Распространение
В Европе он был зарегистрирован до сих пор в Австрии, Беларуси, Бельгии Боснии и Герцеговине, Болгарии, Хорватии, Чехии, Дании, Финляндии, Франции, бывшей Югославии, Литве, Люксембурге, Латвии, Нидерландах, Северной Македонии, Германии, Польше, Румынии, Европейской части России, Сардинии, Словакии, Словении, Сицилии, Швеции, Швейцарии, Украине, Венгрии, Великобритании и Италии. Неопределенные сообщения поступают из Греции, Албании, Люксембурга и Пиренейского полуострова. Он также встречается на Кавказе.
В Польше это единственный представитель рода, встречающийся локально в низинах и холмистых местностях.